# Varedo
Varedo är en ort och kommun i provinsen Monza e Brianza i regionen Lombardiet i Italien. Kommunen hade 13 596 invånare (2018).